# 杰伊·英斯利
杰伊·英斯利，全名杰伊·罗伯特·英斯利（英語：Jay Robert Inslee，1951年2月9日—），美国政治人物，民主党人，曾任华盛顿州州长、美國眾議員。

## 生平
杰伊·英斯利生于美国华盛顿州西雅图市。杰伊·英斯利曾先后就读于华盛顿大学、廉威米特大学法学院。
1999－2013年擔任美國眾議員。2012年3月20日辭去眾議員一職，以準備代表民主黨競選州長。11月6日，當選華盛頓州州長；民主黨自1985年以來一直是華盛頓州的執政黨。